# Vourey
Vourey ist eine französische Gemeinde mit 1.694 Einwohnern (Stand: 1. Januar 2022) im Département Isère in der Region Auvergne-Rhône-Alpes. Sie gehört zum Arrondissement Grenoble und zum Kanton Tullins.

## Geographie
Die Gemeinde Vourey liegt nahe der Mündung der Fure in die Isère, zwölf Kilometer südwestlich von Voiron und etwa 25 Kilometer nordwestlich von Grenoble. Umgeben wird Vourey von den Nachbargemeinden Charnècles im Norden, Moirans im Osten, Saint-Quentin-sur-Isère im Südosten und Süden, Tullins im Südwesten und Westen sowie Renage im Nordwesten.

## Bevölkerungsentwicklung
| Jahr                       | 1962 | 1968 | 1975 | 1982 | 1990 | 1999 | 2010 | 2021 |
| -------------------------- | ---- | ---- | ---- | ---- | ---- | ---- | ---- | ---- |
| Einwohner                  | 677  | 672  | 761  | 1033 | 1236 | 1548 | 1578 | 1687 |
| Quellen: Cassini und INSEE |      |      |      |      |      |      |      |      |

## Sehenswürdigkeiten
- Kirche Saint-Martin
- Kapelle Sanissard
- Schloss Val-Marie
- Schloss La Bâtie
- Mühle
- Rathaus

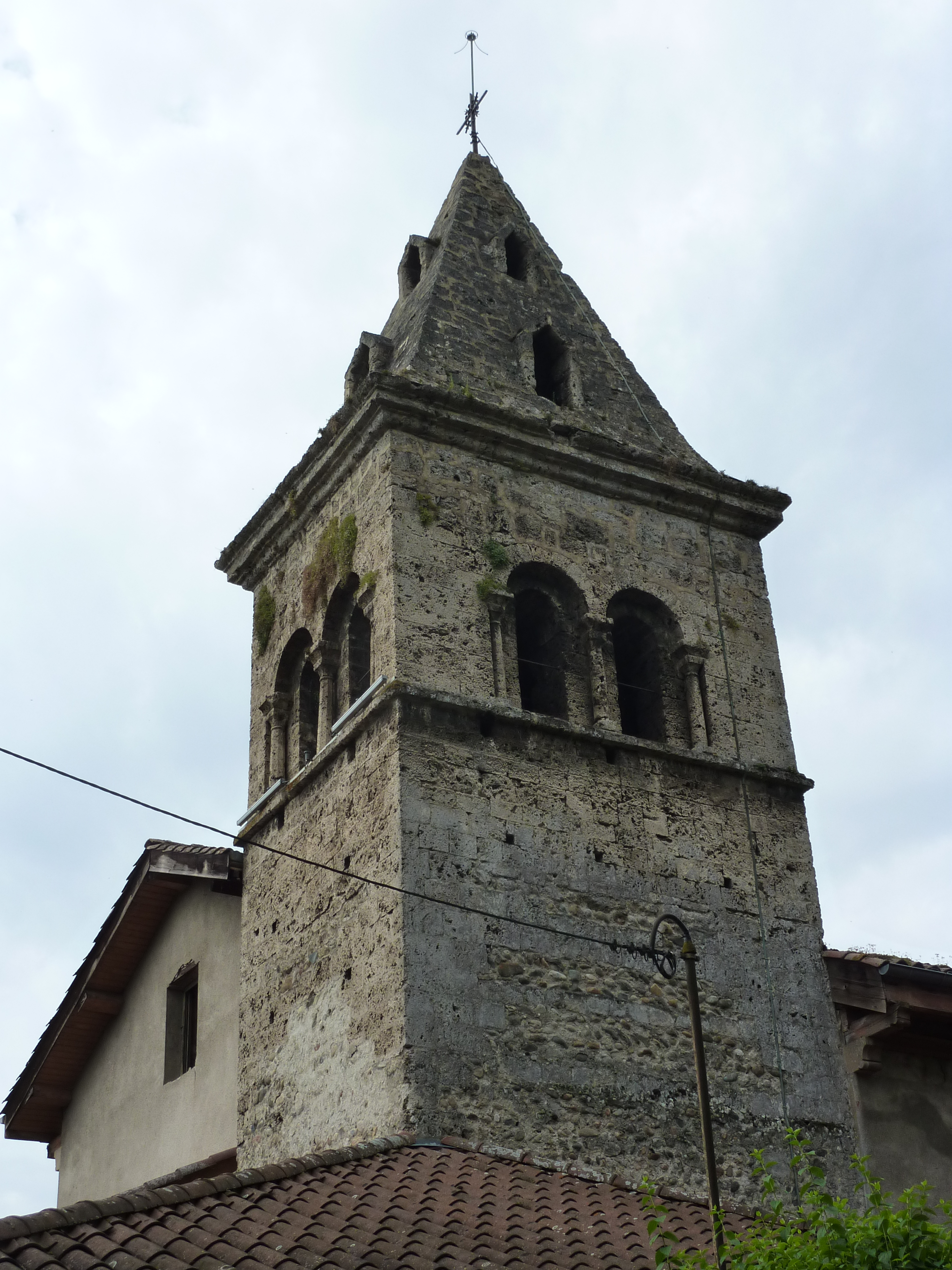
Glockenturm der Kirche Saint-Martin
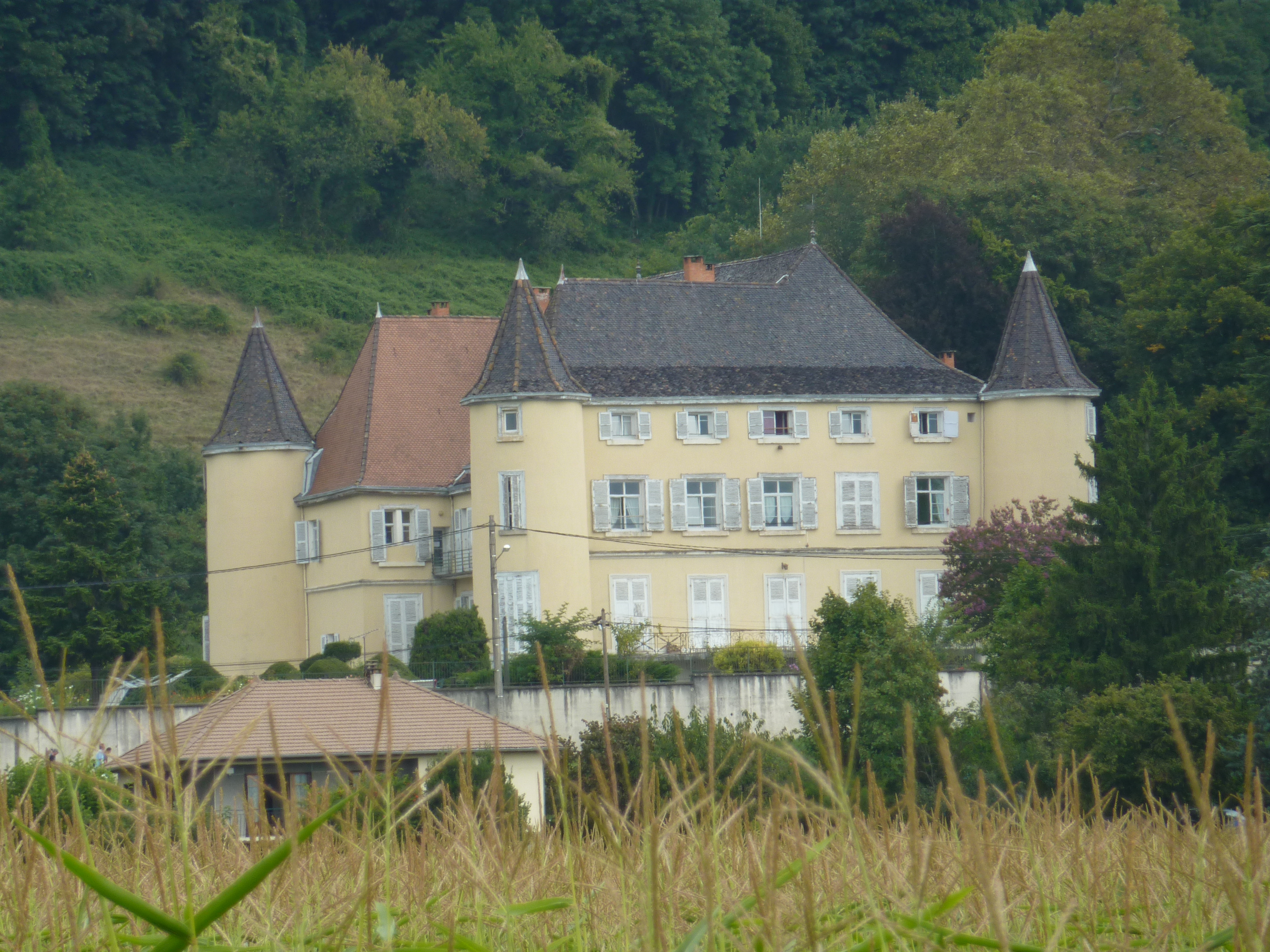
Schloss Val-Marie

## Persönlichkeiten
- Joseph Paganon (1880–1937), Politiker und Minister (1933–1936)